# Szeleste
Szeleste [selešte] je obec v Maďarsku v župě Vas, spadající pod okres Sárvár. Obec protáhlého tvaru se nachází v blízkosti dálnice M86, asi 13 km severozápadně od Sárváru, 18 km severovýchodně od Szombathely a asi 203 km jihozápadně od Budapešti. V roce 2024 zde žilo 635 obyvatel.
Obec vznikla v roce 1950 sloučením dvou do té doby samostatných obcí: jižní Alsószeleste (Dolní Szeleste) a severní Felsőszeleste (Horní Szeleste). Do 16. století byly tyto vesnice známé jako maďarské a německé Szeleste (Magyarszeleste, Németszeleste). První písemná zmínka pochází z roku 1247.
Obcí prochází hlavní silnice 86 a vedlejší silnice 8446. Nacházejí se zde dva kostely: kostel Jména Panny Marie v Alsószeleste a kostel svatého Josefa ve Felsőszeleste. Je zde rovněž zámek rodu Feštetićů a Baichů.

## Sousední obce
| Růžice kompasu | Acsád       | Gór      | Répceszentgyörgy | Růžice kompasu |
| Růžice kompasu | Vasszilvágy | Sever    | Pósfa            | Růžice kompasu |
| Růžice kompasu | Vasszilvágy | Szeleste | Pósfa            | Růžice kompasu |
| Růžice kompasu | Vasszilvágy | Jih      | Pósfa            | Růžice kompasu |
| Růžice kompasu | Vát         |          | Ölbő             | Růžice kompasu |